# Neoendothyrinae
Neoendothyrinae es una subfamilia de foraminíferos bentónicos de la familia Endothyridae, de la superfamilia Endothyroidea, del suborden Fusulinina y del orden Fusulinida. Su rango cronoestratigráfico abarca el Capitaniense (Pérmico medio).

## Discusión
Clasificaciones más recientes incluyen Neoendothyrinae en el Suborden Endothyrina, del orden Endothyrida, de la subclase Fusulinana de la clase Fusulinata. Algunas clasificaciones incluyen Neoendothyrinae en la familia Endothyranopsidae.

## Clasificación
Neoendothyrinae incluye al siguiente género:
- Neoendothyranella †